# Цветнополье (Новосибирская область)
Цветнопо́лье — деревня в Чистоозёрном районе Новосибирской области. Входит в состав Новокрасненского сельсовета.

## География
Площадь деревни — 43 гектаров.

## История
Немецкое лютеранско-баптистское село основано в 1906 году переселенцами с Поволжья и Причерноморья. В 1926 году состояло из 63 хозяйств, основное население — немцы. В административном отношении являлось центром Цветнопольского сельсовета Купинского района Барабинского округа Сибирского края.

## Население
| 2002 | 2007 | 2010 |
| ---- | ---- | ---- |
| 141  | ↘84  | ↘29  |

Национальный состав
Согласно результатам переписи 2002 года, в национальной структуре населения русские составляли 44 %, немцы — 45 %.

## Инфраструктура
В деревне по данным на 2007 год функционируют 1 учреждение здравоохранения и 1 учреждение образования.